# Умётский район
Умётский район — административно-территориальная единица (район) и муниципальное образование (муниципальный район) на востоке Тамбовской области России.
Административный центр — рабочий посёлок Умёт.

## География
Площадь 1097 км². Граничит на юго-западе с Инжавинским, на западе — с Кирсановским, на северо-западе — с Гавриловским районами Тамбовской области, а также на востоке — с Пензенской и на юге — с Саратовской областями.

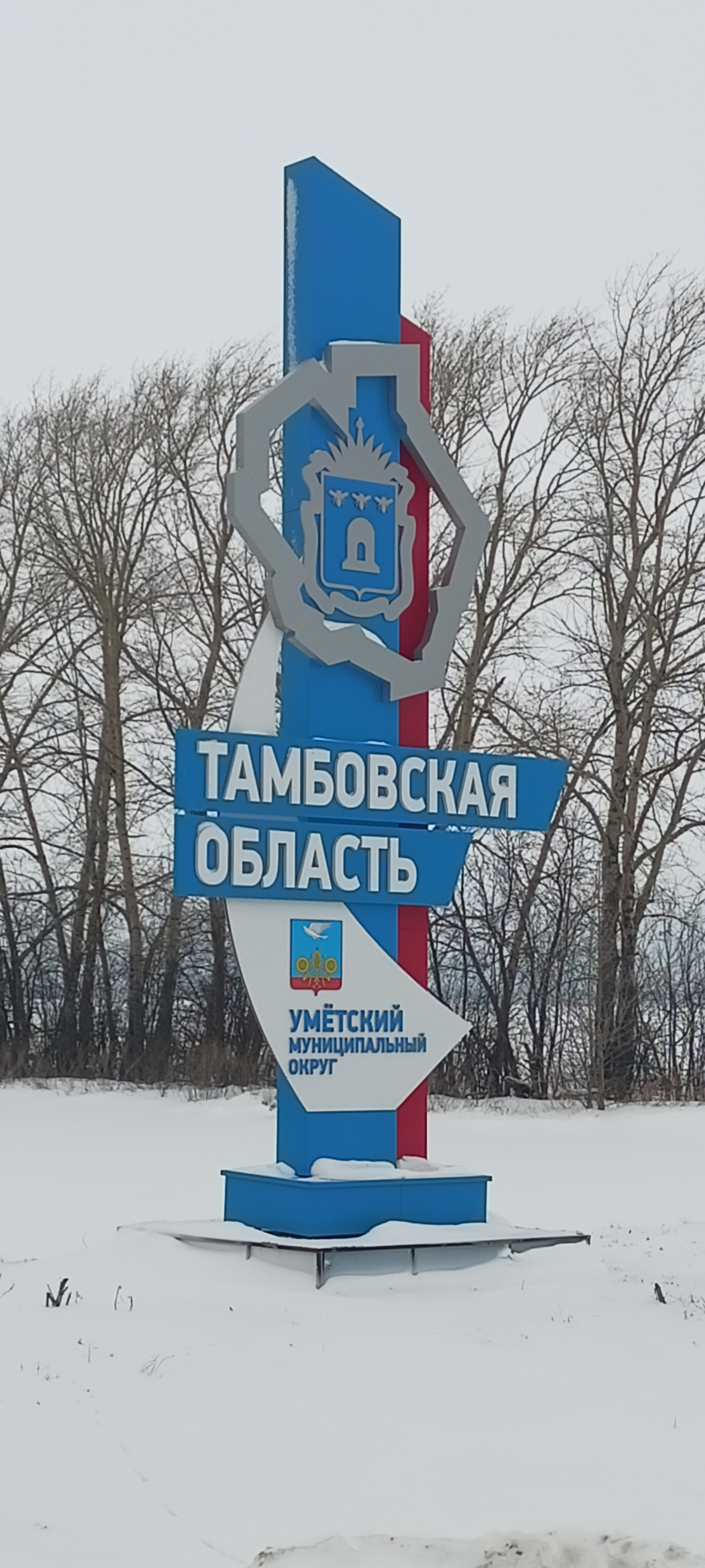
Стелла на въезде в район.

Гидрографическая сеть района представлена рекой Вороной, которая впадает в Хопёр. Длина реки — 454 км. Наиболее крупные её притоки — речки Вяжля, Нюдевка и Карай.

## История
Умётский район образован 18 января 1935 года. До 1961 года административным центром являлось село Градский Умёт (Град-Умёт).

## Население
| 1939    | 1959    | 1970    | 1979    | 1989    | 2002    | 2009    | 2010    | 2012    |
| ------- | ------- | ------- | ------- | ------- | ------- | ------- | ------- | ------- |
| 38 977  | ↘27 210 | ↘23 134 | ↘17 350 | ↘15 228 | ↘13 545 | ↘12 318 | ↘12 044 | ↘11 761 |
| 2013    | 2014    | 2015    | 2016    | 2017    | 2018    | 2019    | 2020    | 2021    |
| ↘11 482 | ↘11 229 | ↘11 022 | ↘10 842 | ↘10 653 | ↘10 444 | ↘10 151 | ↘9944   | ↘9760   |

### Урбанизация
Городское население (рабочий посёлок Умёт) составляет  43,47 % от всего населения района.

### Национальный состав
По итогам переписи населения 2020 года проживали следующие национальности (национальности менее 0,1 % и другое, см. в сноске к строке «Другие»):
| Национальность | Численность, чел. | Доля     |
| -------------- | ----------------- | -------- |
| Русские        | 9392              | 96,23 %  |
| Азербайджанцы  | 56                | 0,57 %   |
| Украинцы       | 34                | 0,35 %   |
| Молдаване      | 27                | 0,28 %   |
| Армяне         | 20                | 0,20 %   |
| Цыгане         | 20                | 0,20 %   |
| Татары         | 13                | 0,13 %   |
| Таджики        | 13                | 0,13 %   |
| Чеченцы        | 12                | 0,12 %   |
| Узбеки         | 10                | 0,10 %   |
| Другие         | 163               | 1,69 %   |
| Итого          | 9760              | 100,00 % |

## Административное деление
Умётский район как административно-территориальное образование включает 1 поссовет и 8 сельсоветов.
В Умётский район как муниципальное образование со статусом муниципального района входят 9 муниципальных образований, в том числе 1 городское и 8 сельских поселений.
| №        | Муниципальное образование | Административный центр                             | Количество населённых пунктов | Население (чел.) | Площадь (км²) |
| -------- | ------------------------- | -------------------------------------------------- | ----------------------------- | ---------------- | ------------- |
| 1e-06    | Городское поселение:      |                                                    |                               |                  |               |
| 1        | Умётский поссовет         | рабочий посёлок Умёт                               | 6                             | ↗4971            | 199,68        |
| 1.000002 | Сельские поселения:       |                                                    |                               |                  |               |
| 2        | Берёзовский сельсовет     | село Берёзовка                                     | 8                             | ↘541             | 120,60        |
| 3        | Бибиковский сельсовет     | село Бибиково                                      | 3                             | ↘510             | 99,12         |
| 4        | Глуховский сельсовет      | посёлок Центральное отделение совхоза «Глуховский» | 3                             | ↗453             | 64,65         |
| 5        | Оржевский сельсовет       | село Масловка                                      | 12                            | ↘1225            | 292,85        |
| 6        | Сергиевский сельсовет     | деревня Ильинка                                    | 6                             | ↗600             | 106,43        |
| 7        | Скачихинский сельсовет    | село Скачиха                                       | 3                             | ↗533             | 62,70         |
| 8        | Софьинский сельсовет      | село Софьинка                                      | 5                             | ↘274             | 64,00         |
| 9        | Сулакский сельсовет       | посёлок совхоза «Сулакский»                        | 2                             | ↘653             | 87,03         |

В рамках организации местного самоуправления в 2004 году на территории района были созданы 11 муниципальных образований, в том числе 1 городское поселение (поссовет) и 10 сельских поселений (сельсоветов). В 2009 году упразднённый Паникский сельсовет включён в Оржевский сельсовет; а Градоумётский — в Умётский поссовет.

## Населённые пункты
В Умётском районе 47 населённых пунктов, в том числе 1 городской (рабочий посёлок) и 47 сельских.
| №  | Населённый пункт                           | Тип             | Население | Муниципальное образование |
| -- | ------------------------------------------ | --------------- | --------- | ------------------------- |
| 1  | Берёзовка                                  | село            | ↘291      | Берёзовский сельсовет     |
| 2  | Бибиково                                   | село            | ↘342      | Бибиковский сельсовет     |
| 3  | Варваринка                                 | деревня         | ↘94       | Софьинский сельсовет      |
| 4  | Васильевка                                 | село            | ↘105      | Оржевский сельсовет       |
| 5  | Верхние Пески                              | деревня         | ↘80       | Оржевский сельсовет       |
| 6  | Воронцовка                                 | деревня         | ↘57       | Глуховский сельсовет      |
| 7  | Глуховка                                   | село            | ↗236      | Глуховский сельсовет      |
| 8  | Градский Умёт                              | село            | ↘14       | Умётский поссовет         |
| 9  | Екатериновка                               | деревня         | ↘69       | Бибиковский сельсовет     |
| 10 | Елисеевка                                  | село            | ↘10       | Оржевский сельсовет       |
| 11 | Ивановка                                   | село            | 453       | Умётский поссовет         |
| 12 | Ивано-Петровка                             | деревня         | ↘4        | Оржевский сельсовет       |
| 13 | Ильинка                                    | деревня         | ↘285      | Сергиевский сельсовет     |
| 14 | Козловка                                   | деревня         | ↗2        | Сергиевский сельсовет     |
| 15 | Конышовка                                  | деревня         | ↗10       | Сулакский сельсовет       |
| 16 | Красное Солнце                             | посёлок         | ↘25       | Берёзовский сельсовет     |
| 17 | Красный Октябрь                            | посёлок         | 359       | Умётский поссовет         |
| 18 | Любичи                                     | село            | 164       | Умётский поссовет         |
| 19 | Масловка                                   | село            | ↘402      | Оржевский сельсовет       |
| 20 | Натальевка                                 | деревня         | ↗204      | Берёзовский сельсовет     |
| 21 | Нижние Пески                               | село            | ↘253      | Оржевский сельсовет       |
| 22 | Новая Деревня                              | деревня         | ↘56       | Софьинский сельсовет      |
| 23 | Нововоздвиженка                            | деревня         | ↘183      | Бибиковский сельсовет     |
| 24 | Оржевка                                    | село            | ↘452      | Оржевский сельсовет       |
| 25 | Осиновка                                   | деревня         | ↘56       | Софьинский сельсовет      |
| 26 | Павловка                                   | деревня         | 3         | Умётский поссовет         |
| 27 | Паника                                     | село            | →32       | Оржевский сельсовет       |
| 28 | Посёлок № 12                               | посёлок         | ↗30       | Берёзовский сельсовет     |
| 29 | Посёлок № 14                               | посёлок         | ↘169      | Берёзовский сельсовет     |
| 30 | Посёлок № 15                               | посёлок         | ↗26       | Берёзовский сельсовет     |
| 31 | Посёлок № 16                               | посёлок         | ↘23       | Берёзовский сельсовет     |
| 32 | Садовка                                    | посёлок         | →4        | Скачихинский сельсовет    |
| 33 | Сергиевка                                  | село            | ↗204      | Сергиевский сельсовет     |
| 34 | совхоза «Софьинский», 1-й участок          | посёлок         | ↘178      | Сергиевский сельсовет     |
| 35 | совхоза «Софьинский», 2-й участок          | посёлок         | ↘11       | Сергиевский сельсовет     |
| 36 | совхоза «Сулакский»                        | посёлок         | ↗835      | Сулакский сельсовет       |
| 37 | Скачиха                                    | село            | ↘410      | Скачихинский сельсовет    |
| 38 | Солдатчино                                 | деревня         | ↘50       | Оржевский сельсовет       |
| 39 | Софьинка                                   | село            | ↘196      | Софьинский сельсовет      |
| 40 | Творогово                                  | село            | ↘57       | Оржевский сельсовет       |
| 41 | Тишениновка                                | деревня         | ↗3        | Оржевский сельсовет       |
| 42 | Умёт                                       | рабочий посёлок | ↗4243     | Умётский поссовет         |
| 43 | Хилково                                    | село            | ↘186      | Скачихинский сельсовет    |
| 44 | Царёвка                                    | село            | ↘38       | Берёзовский сельсовет     |
| 45 | Центральное отделение совхоза «Глуховский» | посёлок         | ↘213      | Глуховский сельсовет      |
| 46 | Юферовка                                   | деревня         | ↘1        | Оржевский сельсовет       |
| 47 | Ядровка                                    | деревня         | ↗95       | Сергиевский сельсовет     |

| №  | топоним          | Тип     | Год упразднения | Сельсовет             |
| -- | ---------------- | ------- | --------------- | --------------------- |
| 1  | Александровка    | деревня | 1975            | Сулакский сельсовет   |
| 2  | Баклуша          | посёлок | 2017            | Софьинский сельсовет  |
| 3  | Бурчаловка       | деревня | 2017            | Оржевский сельсовет   |
| 4  | Восточный        | посёлок | 2006            | Берёзовский сельсовет |
| 5  | Григорьевка      | деревня | 1991            | Бибиковский сельсовет |
| 6  | Григорьевка      | деревня | 2017            | Сулакский сельсовет   |
| 7  | Михайловка       | деревня | 1982            | Сулакский сельсовет   |
| 8  | Натальевка       | деревня | 2023            | Софьинский сельсовет  |
| 9  | Новички          | посёлок | 2017            | Бибиковский сельсовет |
| 10 | Новониколаевский | посёлок | 2001            | Берёзовский сельсовет |
| 11 | Новостройка      | посёлок | 1991            | Берёзовский сельсовет |
| 12 | Повалишино       | деревня | 1991            | Бибиковский сельсовет |
| 13 | Посёлок 1-й      | посёлок | 1991            | Берёзовский сельсовет |
| 14 | Сабуровка        | деревня | 2017            | Бибиковский сельсовет |
| 15 | Сосновка         | деревня | 1991            | Оржевский сельсовет   |
| 16 | Сулак            | село    | 2017            | Сулакский сельсовет   |
| 17 | Троицкое         | деревня | 2017            | Сулакский сельсовет   |
| 18 | Шиловка          | деревня | 1991            | Бибиковский сельсовет |

## СМИ
- С 1935 года издаётся газета Голос Хлебороба.

## Транспорт
Умёт — станция Юго-Восточной железной дороги. По территории района проходит автомобильная дорога федерального значения «Москва—Саратов».

## Достопримечательности
- Не сохранилась усадьба Мара, воспетая в стихах Е. Баратынским.